# ホーソン効果
ホーソン効果（ホーソンこうか、英: Hawthorne effect）とは、治療を受ける者が信頼する治療者（医師など）に期待されていると感じることで、行動の変化を起すなどして、結果的に病気が良くなる（良くなったように感じる、良くなったと治療者に告げる）現象をいう。ホーソン効果は、プラセボ効果の一部として統計上扱われる場合がある。ホーソン工場で実施された、労働者の作業効率を向上させるための調査から発見された現象であるためこの名がある。

## 解説
ホーソン効果は、米国のホーソン工場で、労働者の作業効率の向上を目指すための調査から発見された現象であるため、この名がある（ホーソン実験）。調査は工場の何を改善すれば一番効果的かを調査の目的とした。その結果、労働者の周囲や上司が関心を高めることが、物理的要因以上に効果のあることが判明した。このように、人は一般的に関心を持つ人や期待する人の心に応えようとする傾向があるとされる。
そのため、信頼を受けている医師などの期待に応えるため、患者が症状を告げなかったり症状の改善があったかのような態度を、意識的や無意識的に行なうことで、統計上症状が改善されたにみえることを、特に統計上のホーソン効果とよぶ。医学統計にこのような効果が入り込まぬよう、対照群（薬を投与しないグループ）の設定や、対象者の盲検化（マスキング）が行われる。